# Eucalyptus urophylla
Eucalyptus urophylla är en myrtenväxtart som beskrevs av Stanley Thatcher Blake. Eucalyptus urophylla ingår i släktet Eucalyptus och familjen myrtenväxter. Inga underarter finns listade i Catalogue of Life.

## Bildgalleri

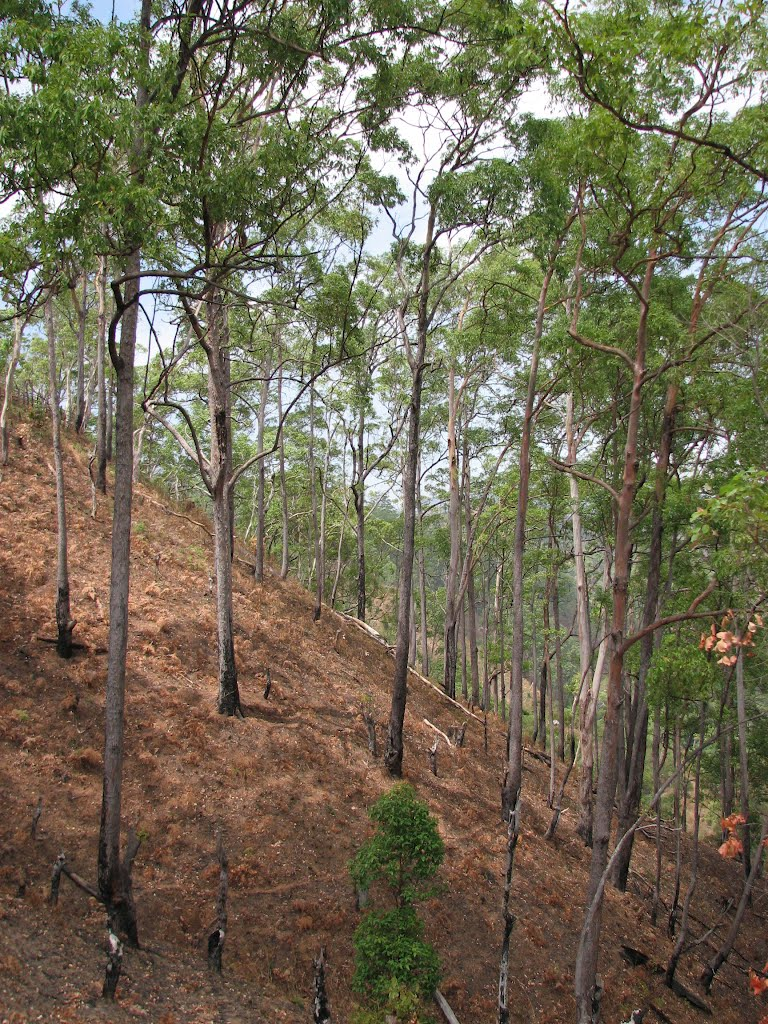
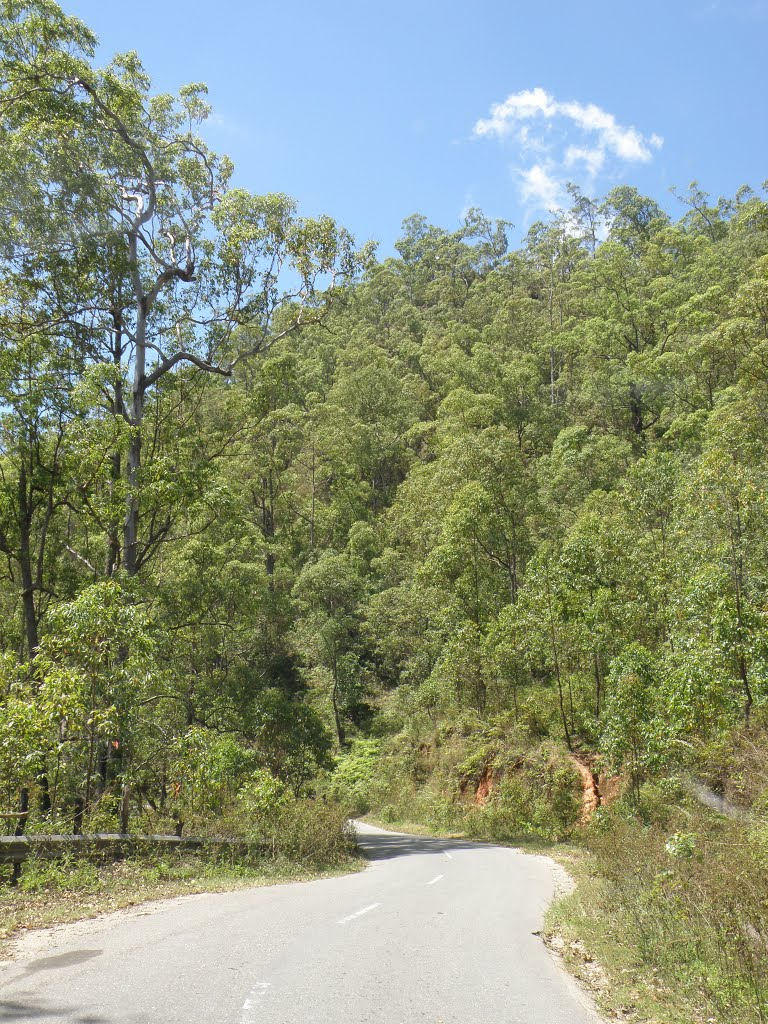
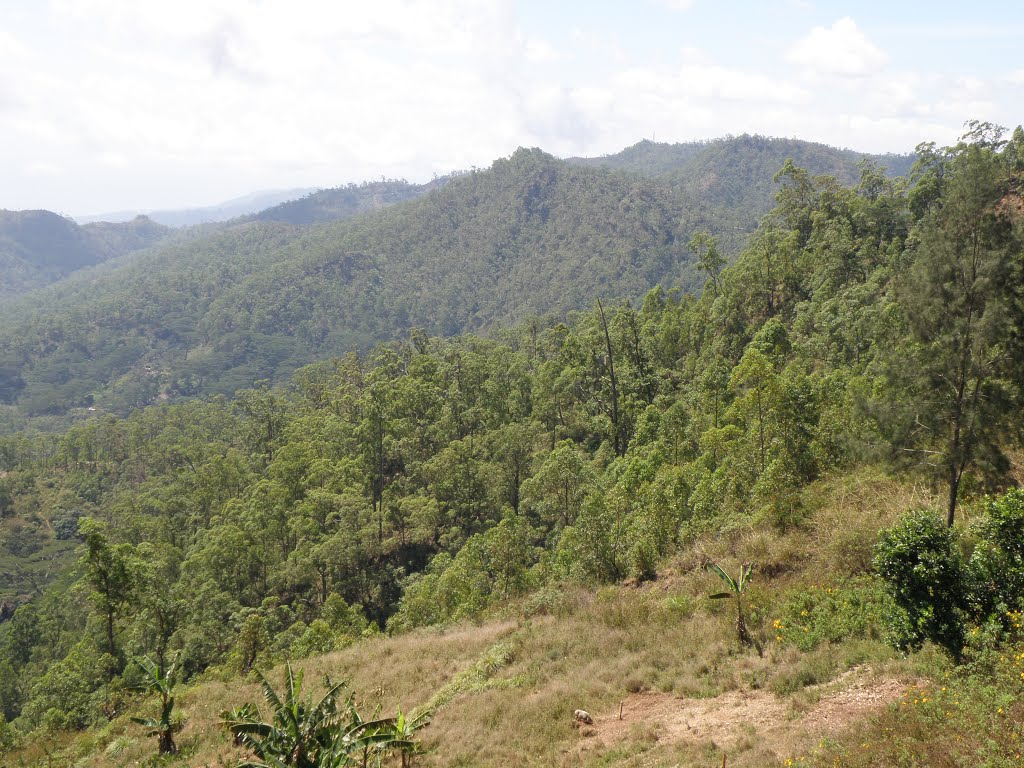
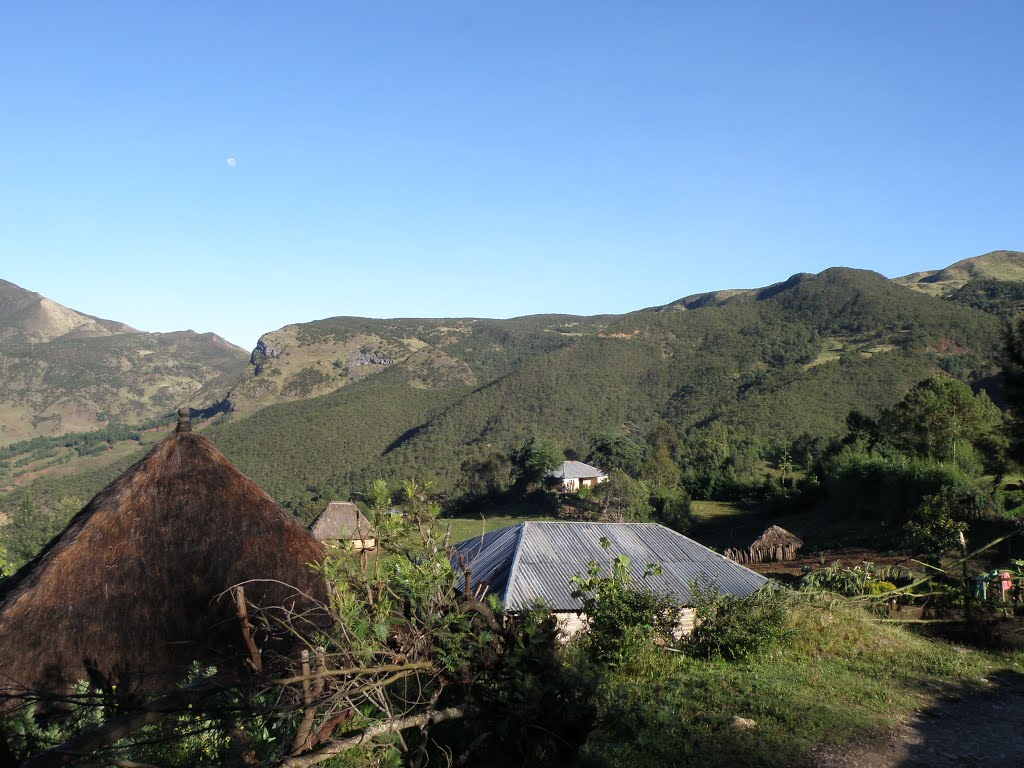